# 丹参二醇A
丹参二醇A（英語：Tanshindiol A）是一种四环二萜有机化合物，分子式C18H16O5，属于一种丹参酮类化合物，存在于丹参（Salvia miltiorrhiza）植物中。
它可以1-氧代环己烷-2-甲酸甲酯为原料经多步反应制得。